# Henrietta Franklin
Henrietta „Netta“ Franklin CBE (geb. Henrietta Montagu; geboren 9. April 1866 in London – gestorben 7. Januar 1964 ebenda) war eine britische Erzieherin, Frauenwahlrechtsaktivistin und Sozialreformerin. Sie war überzeugt von den Zielen der „Parents’ National Educational Union“ und verfocht die Ideen von Charlotte Mason.

## Leben und Wirken
Franklin war Tochter von Ellen (geb. Cohen) (1848–1919) und Samuel Montagu; sie war die älteste der elf lebenden Kinder. Das Geschäft der jüdischen Familie war das Bankgeschäft und die Philanthropie.
1885 heiratete Netta Ernest Louis Franklin, Mitglied einer anglo-jüdischen liberalen Familie, die in religiöser und politischer Hinsicht bekannt war. Sie wurde bald aktiv in den Belangen der Familie. Das Paar hatte vier Söhne und zwei Töchter. Netta wurde zuerst bekannt, als sie bei der Schaffung und Förderung von PNEU (Parents’ National Educational Union) mitwirkte, einem System der individualisierten fortschrittlichen Erziehung, die die englische Erziehungswissenschaft im ersten Viertel des 20. Jahrhunderts beeinflusste.
1890 war sie auf Charlotte Mason getroffen, was nach dem Urteil anderer die wichtigste Erfahrung und Inspiration für das Leben Netta Franklins war. Schon 1892 hatte sie die erste Schule in London eröffnet, die auf den Prinzipien Masons aufgebaut war. 1894 wurde sie die Sekretärin der neu benannten „Parents’ National Educational Union“, und sie unternahm Vortragsreisen in die wichtigsten Städte Amerikas, Europas und Südafrikas. Sie steckte eigenes Geld in dieses Anliegen und verfasste Schriften im Namen der Organisation. Die Biografie Franklins schreibt die fortdauernde Existenz der PNEU ihr zu.
Ihre Schwester Lily Montagu führte eine liberale jüdische Bewegung in Großbritannien an und im Februar 1902 arrangierten sie das erste Treffen der „Jewish Religious Union for the Advancement of Liberal Judaism“ (deutsch: „Jüdisch-religiöse Union für die Förderung des liberalen Judentums“) im Haus der Franklins.
Franklin war eine der wenigen jüdischen Frauen, die sich einen Namen in der Frauenwahlrechtsbewegung machten. 1912 half sie Laura und Leonard Franklin dabei, die Jewish League for Woman Suffrage zu begründen, die sowohl für männliche und weibliche Mitglieder offen war. Die Organisation strebte sowohl nach politischen wie religiösen Rechten für Frauen. Es gab das Gefühl, dass einige Juden und Jüdinnen mehr geneigt waren, sich dieser Gruppe anzuschließen als einer unbestimmten Gruppe von Frauenwahlrechtsaktivistinnen. Weitere Mitglieder waren Edith Ayrton, Hugh Franklin, ihre Schwester Lily Montagu und Inez Bensusan. Die Organisation war im Allgemeinen gemäßigt, hatte aber radikale Mitglieder. Sie waren dafür verantwortlich, dass Gottesdienste in Synagogen gestört wurden, damit sie ihre Anliegen 1913 und 1914 vorbringen konnten. Sie wurden von der jüdischen Gemeinde als die „Blackguards in Bonnets“ (Schwarze Garde mit Hüten) bezeichnet.
Henrietta Franklin jedoch erwarb sich weitgehende Akzeptanz und wurde 1916 Präsidentin der National Union of Women's Suffrage Societies.
Nachdem 1928 das volle Wahlrecht für Frauen gewährt worden war, verlagerten Franklin und ihre Cousine Eva ihre Anstrengungen in Richtung gesellschaftlicher Wohlfahrt und förderten die Wohlfahrtsgesetzgebung für Frauen. So wurde Franklin nach ihrem Rücktritt als Präsidentin der „National Union of Woman Suffrage Societies“ für den Zeitraum von 1925 bis 1927 die Präsidentin des „National Council of Women“ (NCW), der britischen Mantelorganisation für die Frauenvereine. Unter ihrer Präsidentschaft hatte die NCW Erfolge bei der Durchsetzung von nationalen Gesetzen zum Schutze von Müttern und Kindern. Als führende Kraft im International Council of Women weitete Englands NCW seinen Einfluss auf internationale feministische Projekte aus.
1950 wurde Netta Franklin zum CBE ernannt. Sie starb 1964 in London.

## Anerkennung nach dem Tode
Ihr Name und Bild (und jene von 58 anderen Unterstützern des Frauenwahlrechts) sind im Sockel der Millicent-Fawcett-Statue im Parliament Square in London eingraviert, die Ende 2018 enthüllt wurde.